# AMO-F-15
AMO-F-15 – lekki samochód ciężarowy produkowany przez firmę ZiŁ (wówczas AMO) w latach 1924-1931. Do napędu użyto silnika R4 o pojemności 4,4 l. Moc przenoszona była na oś tylną poprzez 4-biegową manualną skrzynię biegów.
Samochód przygotowywano w wielu odmianach: dostawczej, opancerzonej, ambulans, wóz strażacki czy też 14-osobowy bus. Powstało 6285 egzemplarzy modelu. Samochód został zastąpiony przez AMO-2.

## Dane techniczne

### Silnik
- R4 4,4 l (4396 cm³), 2 zawory na cylinder, benzynowy, SV
- Układ zasilania: gaźnik
- Średnica cylindra × skok tłoka: b/d
- Stopień sprężania: 4,0:1
- Moc maksymalna: 35 KM przy 1400 obr./min
- Maksymalny moment obrotowy: 163 Nm

### Osiągi
- Prędkość maksymalna: 50 km/h (załadowany)
- Średnie zużycie paliwa: 28,0 l / 100 km

## Inne
- Ładowność: 1500 kg
- Prześwit: 225 mm